# Храмцов, Иван Фёдорович
Иван Фёдорович Храмцов (2 февраля 1950 — 9 августа 2023) — российский учёный в области общего земледелия, агрохимии и почвоведения, академик РАСХН (2010), академик РАН (2013). Директор Сибирского научно-исследовательского института сельского хозяйства (1999—2018).

## Биография
Родился 2 февраля 1950 года в деревне Ямное Гордеевского района Брянской области. Окончил Омский СХИ (1974).
- 1974—1975 — агроном по семеноводству отдела земледелия и семеноводства Омского областного управления сельского хозяйства,
- 1975—1977 — младший научный сотрудник кафедры агрохимии Омского СХИ.
- 1977—1985 — в Сибирском НИИ сельского хозяйства (СибНИИСХ): аспирант (1977—1980), младший научный сотрудник лаборатории агрохимии (1980—1985).
- 1985—1987 — заместитель директора Омской областной проектно-изыскательской станции химизации сельского хозяйства.
- СибНИИСХ: заведующий лабораторией агрохимии (1987—1988), заведующий отделом земледелия (1988—1998), и. о. заместителя директора по научной работе (1998).

В 1999—2018 годах — директор Сибирского научно-исследовательского института сельского хозяйства.
Доктор сельскохозяйственных наук (1997), профессор (2005), академик РАСХН (2010), академик РАН (2013).
Умер 9 августа 2023 года в возрасте 73 лет. Похоронен на Старо-Северном кладбище Омска.

## Труды
Автор (соавтор) более 200 научных работ, в том числе 7 книг и 5 монографий. Получил 3 патента на изобретения.
Книги:
- Анализ почвы, растений и применение удобрений в Западной Сибири / соавт.: Ю. И. Ермохин и др. — Омск, 2002. — 407 с.
- Земледелие на равнинных ландшафтах и агротехнологии зерновых в Западной Сибири (на примере Омской области) / соавт.: Л. В. Березин и др.; СибНИИСХ. — Новосибирск, 2003. — 409 с.
- Зерновое производство Западной Сибири: экономико-технологические аспекты / соавт. Б. С. Кошелев; СибНИИСХ и др. — Омск: Сфера, 2004. — 262 с.
- Механизация растениеводства Западной Сибири / соавт.: В. А. Домрачев и др. — Омск, 2005. — 240 с.
- Научные основы земледелия равнинных ландшафтов Западной Сибири / соавт.: Л. В. Березин и др.; СибНИИСХ. — Омск, 2007. — 310 с.
- Основные направления повышения эффективности зернового производства региона / соавт.: Б. С. Кошелев и др.; СибНИИСХ. — Омск, 2008. — 340 с.